# Eugène Ruffy
Eugène Ruffy (ur. 2 sierpnia 1854, zm. 25 października 1919 w Bernie), szwajcarski polityk, członek Rady Związkowej od 14 grudnia 1893 do 31 października 1899. Kierował następującymi departamentami:
- Departament Sprawiedliwości i Policji (1894 – 1895)
- Departament Spraw Wewnętrznych (1895 – 1897)
- Departament Polityczny (1898)
- Departament Obrony (1899)[1]

Był członkiem Radykalno-Demokratycznej Partii Szwajcarii.
Przewodniczył Radzie Narodowej (1888 – 1889). Pełnił też funkcje wiceprezydenta (1897) i prezydenta (1898) Konfederacji.
Jego ojciec, Victor Ruffy, wchodził w skład Rady Związkowej w latach 1867–1869.